# David Elphinstone (Architekt)
David Elphinstone (* 1847; † 1916) war ein australischer Architekt und Baumeister.
Am Ende des 19. Jahrhunderts errichtete er viele Gebäude in New South Wales in Glebe und Ashfield.
Elphinstone war das Mitglied einer Familie von Architekten und Baumeistern. Er war der Sohn Alexander Elphinstones und der Vater von David Bruce Elphinstone (* 1880), der ebenfalls Architekt wurde.
Elphinstone trat 1868 als Zimmermann unter der Vormundschaft seines Vaters in das Bauhandwerk ein.
| Personendaten    | Personendaten                          |
| ---------------- | -------------------------------------- |
| NAME             | Elphinstone, David                     |
| KURZBESCHREIBUNG | australischer Architekt und Baumeister |
| GEBURTSDATUM     | 1847                                   |
| STERBEDATUM      | 1916                                   |